# 朱芳春
朱芳春（1911年12月—2005年9月），男，直隶（今河北）藁城人，中华人民共和国政治人物，中國共產黨黨員，北平師大畢業，曾任天津女子師範學院教育系主任，1948年化名于非由中共中央社會部派遣來台從事諜報活動，取得情報後潛逃回大陸，在北京大學國際關係學院任教，2005年9月逝世於北京。

## 生平

### 共黨教師
朱芳春1911年臘月生於直隶省藁城縣黃莊村。上初中一年級的時候，他就在由學校用一間破廟辦的平民學校裡義務教音樂，1933年考入國立北平師範大學，獲教育系心理學專業兼國文系雙學士學位，大學期間加入共產黨，大學期間即在平民學校擔任教師，發展學生運動，1937年畢業不久抗戰爆發，朱芳春先後在四川松潘邊區職業學校、重慶國立音樂院、西北師院擔任教職，1945年抗戰勝利後，西北師院遷回北平，北平師大復校，朱芳春在北平師大開設教育心理學課程，兼任天津女子師範學院教育系主任，1946年應河北教育廳之邀，兼任河北高中校長。

### 中共中央社會部台灣小組
朱芳春在重慶期間結識蕭明柱、蕭明華兄妹，戰後蕭明華進入天津女子師範學院就讀，朱芳春吸收蕭明華加入共產黨，1947年7月，朱芳春在中共敵工部運作下策反北平當地駐軍被傅作義發覺遭到通緝，1948年中共中央社會部部長李克農先後派遣朱芳春(化名于非)、蕭明華、凱、周一粟等多名特工赴台發展組織，朱芳春與蕭明華假扮夫妻來台，在國語日報社擔任編輯並開設「實用心理學」講習，利用講習成立讀書會吸收成員，成立「臺灣青年解放同盟」和「新民主主義青年團」，1949年6月於非回北平述職，中共中央社會部指示，必須不惜代價獲取軍事情報及進行策反工作，停止讀書會，將組織轉為地下改稱對台工作小組，蕭明華負責情報蒐集、保管、密寫工作。

### 組織覆滅
1950年2月蕭明華因非在大陸身分遭偵破在住處被逮捕，5月相關人等陸續遭到逮捕，1951年7月全案偵查進入後續收網階段，調查局在香港新聞天地週刊刊登整刊的特稿，以李克農照片為封面，標題中共社會部首領李克農的潛台組織已被一網打盡。非在蕭明華被捕之後化名趙光鄰，透過田子彬、白靜寅辦理諜報證順利通關，攜帶所得情報潛逃香港後轉赴北京，將情報交予中共中央，加速海南島解放，然而組織核心成員都被判處死刑槍決，牽連甚重。

### 文革與晚年
1950年朱芳春逃返大陸後易名朱及群，協助土地改革运动，之後參加中國國際貿促會綜合計劃組。1957年朱芳春被劃為右派，下鄉勞改。1966年文革時，朱芳春下放河北省正定中學擔任教師，遭到無情的批鬥，上午授課、晚上批鬥，全天餵豬。1979年獲得平反，任教於北京國際關係學院，1993年退休。晚年仍經常講學，2005年將文稿集結成《朱芳春文集》，朱芳春於文集出版前幾日逝世。